# Esteban Gutiérrez
Esteban Manuel Gutiérrez (Monterrey, 5. kolovoza 1991.) je meksički vozač u Formuli 1. 
Godine 2008. osvojio je naslov u Formuli BMW Europe, a 2010. naslov u Grand Prix 3 seriji. 2013. debitirao je u Formuli 1 za momčad Sauber.

## Naslovi
- Rotax Max Challenge Mexico, Noreste - Juniors 2006.
- Formula BMW Europe 2008.
- Grand Prix 3 Series 2010.

## Rezultati u Formuli 1
| Sezona | Momčad         | Šasija     | Motor                  | Gume | Utrke | Pobjede | Podiji | Bodovi | Plasman |
| ------ | -------------- | ---------- | ---------------------- | ---- | ----- | ------- | ------ | ------ | ------- |
| 2013.  | Sauber F1 Team | Sauber C32 | Ferrari 056 2.4 V8     | P    | 19    | 0       | 0      | 6      | 16.     |
| 2014.  | Sauber F1 Team | Sauber C33 | Ferrari 059/3 1.6 V6 t | P    | 19    | 0       | 0      | 0      | 20.     |
| 2016.  | Haas F1 Team   | Haas VF-16 | Ferrari 061 1.6 V6 t   | P    | 21    | 0       | 0      | 0      | 21.     |